# Петровка (Полтавский район)
Петровка (укр. Петрівка) — село,
Бричковский сельский совет,
Полтавский район,
Полтавская область,
Украина.
Код КОАТУУ — 5324080207. Население по переписи 2001 года составляло 465 человек.

## Географическое положение
Село Петровка находится на правом берегу реки Ворскла,
выше по течению примыкает село Гавронцы,
ниже по течению примыкает село Семьяновка,
на противоположном берегу — сёла Яцынова Слободка и Олепиры.
Рядом проходит автомобильная дорога Н-12.

## Экономика
- Молочно-товарная ферма.